# طرزم
طرزم هي قرية في مقاطعة ورزقان، إيران. يقدر عدد سكانها بـ 576 نسمة بحسب إحصاء 2016.